# Nélson Barbosa Conceição
Nélson Barbosa Conceição, meglio noto come Nelsinho (Cruz das Almas, 1º gennaio 1988), è un calciatore brasiliano, difensore dello Jeunesse Canach.

## Carriera
Ha giocato nella massima serie dei campionati portoghese e cipriota.